# 吹田市立豊津第二小学校
吹田市立豊津第二小学校（すいたしりつ とよつだいにしょうがっこう）は、大阪府吹田市にある公立小学校。

## 沿革
校区の江坂地区は、1960年代頃までは農業地帯だった。しかし1960年代頃から同地区が住宅地やオフィス街として開発されたことにより、従来の吹田市立豊津小学校（現・吹田市立豊津第一小学校）の児童数が増加した。このため、従来の豊津小学校の校区から新御堂筋以西の地域を分離する形で、1969年に吹田市立豊津第二小学校として開校した。なお従来の豊津小学校は、豊津第二小学校の開校と同時に豊津第一小学校に改称している。
開校当初は1・2年生の児童のみを受け入れていた。当初は豊津第一小学校内に仮校舎を設置していたが、1969年8月に現在地に校舎が竣工して移転している。
校区の宅地化によりさらに児童数が急増したため、1979年には従来の校区の一部を分離し、吹田市立江坂大池小学校が開校している。

### 年表
- 1969年4月1日 - 吹田市立豊津第二小学校として開校。
- 1969年8月1日 - 現在地に校舎竣工し、移転。
- 1979年4月1日 - 吹田市立江坂大池小学校を分離。
- 1986年4月1日 - 文部省から、学校保健統計調査実施指定校に指定される。
- 1995年1月17日 - 阪神・淡路大震災で校舎被害。兵庫県から仮転入生を受け入れ。
- 1996年4月1日 - 農林水産省から、「米飯給食推進諸機材充実強化事業に係るモデル校」に指定される。

## 特色
- 江坂という歴史ある街に、今は都会の街並みが広がっている。その環境を生かし、学年の枠を越えた縦割り活動や、地域の方々の協力を元に米作り、ビオトープを生かした学習などを行っている。米作りでは種まきから収穫まで児童が全て携わる。また、コミュニケーションの活性化として、本校正門前までの道路を「あいさつロード」と称し、児童が作った「あいさつ標語」を掲示している。6年生では体験学習で臨海学習に挑む。海へ行き6年間で培った泳力をここで発揮する。

## 通学区域
- 吹田市 江坂町2丁目、豊津町、江の木町、芳野町（一部）。

卒業生は基本的に吹田市立豊津西中学校に進学する。

## 交通
- Osaka Metro御堂筋線・北大阪急行 江坂駅から徒歩10分。
- 阪急電鉄豊津駅から徒歩22分